# Andreas Barucha
Andreas Barucha (Potsdam, 2 aprile 1979) è un ex bobbista tedesco.
È il fratello di Stefan, a sua volta bobbista di livello internazionale.

## Biografia
Compete dal 2000 come frenatore per la squadra nazionale tedesca e, fatta eccezione per le gare a squadre, ha sempre gareggiato nella specialità del bob a quattro. Si distinse nelle categorie giovanili conquistando due medaglie ai mondiali juniores, di cui una d'oro vinta a Sankt Moritz 2002 con Matthias Höpfner alla guida dell'equipaggio, e una di bronzo ottenuta a Igls 2001.
Ottenne il suo primo podio in Coppa del Mondo nella stagione 2003/04, il 30 novembre 2003 a Lake Placid, dove giunse terzo nel bob a quattro con Höpfner, Marc Kühne e il fratello Stefan.
Ha partecipato ai Giochi olimpici invernali di Vancouver 2010, terminando la gara di bob a quattro  al quarto posto, facendo parte dell'equipaggio condotto da Thomas Florschütz. 
Ha inoltre preso parte a cinque edizioni dei campionati mondiali, vincendo la medaglia d'oro nella competizione a squadre a Lake Placid 2009 insieme a Thomas Florschütz, Frank Rommel, Sandra Kiriasis, Patricia Polifka e Marion Trott, mentre nel bob a quattro detiene quale miglior piazzamento il quarto posto raggiunto a Schönau am Königssee 2004 con Matthias Höpfner alla guida della slitta. 
Agli europei conta invece otto partecipazioni e quattro medaglie conquistate nel bob a quattro, di cui due d'argento (a Sankt Moritz 2009 e a Winterberg 2011) e altrettante di bronzo (ad Altenberg 2005 e a Igls 2010). Ha altresì vinto il titolo nazionale 2003 nel bob a quattro.
Disputò la sua ultima gara il 26 febbraio 2011 in occasione dei campionati mondiali di Schönau am Königssee 2011, concludendo la gara di bob a quattro al settimo posto.

## Palmarès

### Mondiali
- 1 medaglia:
  - 1 oro (gara a squadre a Lake Placid 2009).

### Europei
- 4 medaglie:
  - 2 argenti (bob a quattro a Sankt Moritz 2009; bob a quattro a Winterberg 2011);
  - 2 bronzi (bob a quattro ad Altenberg 2005; bob a quattro a Igls 2010);

### Mondiali juniores
- 2 medaglie:
  - 1 oro (bob a quattro a Sankt Moritz 2002);
  - 1 bronzo (bob a quattro a Igls 2001).

### Coppa del Mondo
- 7 podi (tutti nel bob a quattro):
  - 6 secondi posti;
  - 1 terzo posto.

### Campionati tedeschi
- 4 medaglie:
  - 1 oro (bob a quattro ad Altenberg 2003[1]);
  - 3 argenti (bob a quattro a Schönau am Königssee 2004[2]; bob a quattro a Winterberg 2006[3]; bob a quattro a Winterberg 2011[4]).

### Circuiti minori

#### Coppa Europa
- 1 podio (nel bob a quattro):
  - 1 terzo posto.